# Big Butte (Silver Bow County, Montana)
Der Big Butte bei der Stadt Butte im US-amerikanischen Bundesstaat Montana ist ein Berg von 1926 m Höhe; er überragt die Stadt um ca. 200 m.

## Geologie
Der kegelförmige, aus bereits in hohem Maße verwittertem Rhyolith-Gestein bestehende Berg ist vulkanischen Ursprungs und war ursprünglich deutlich höher.

## Geschichte
Im Mai des Jahres 1910 schmückten Studenten der örtlichen Montana School of Mines den Gipfel des Berges mit einem großen Buchstaben 'M' aus Kalkstein, welcher – immer wieder ausgebessert – zu einem Wahrzeichen der Stadt geworden ist.